# Bipalins
Els bipalins (Bipaliinae) constitueixen una subfamília de planàries terrestres. Són l'únic grup de geoplànids que presenten diversos ulls marginals constituïts per una única cèl·lula. Els bipalins són originaris de Madagascar, l'Índia, sud-est asiàtic, Xina, Japó i Corea, tot i que unes poques espècies s'han introduït a tot el món, principalment Bipalium kewense. S'hipotetitza que els bipalins van ser el primer grup de planàries terrestres en divergir.
El gènere tipus és Bipalium Stimpson, 1857.

## Descripció

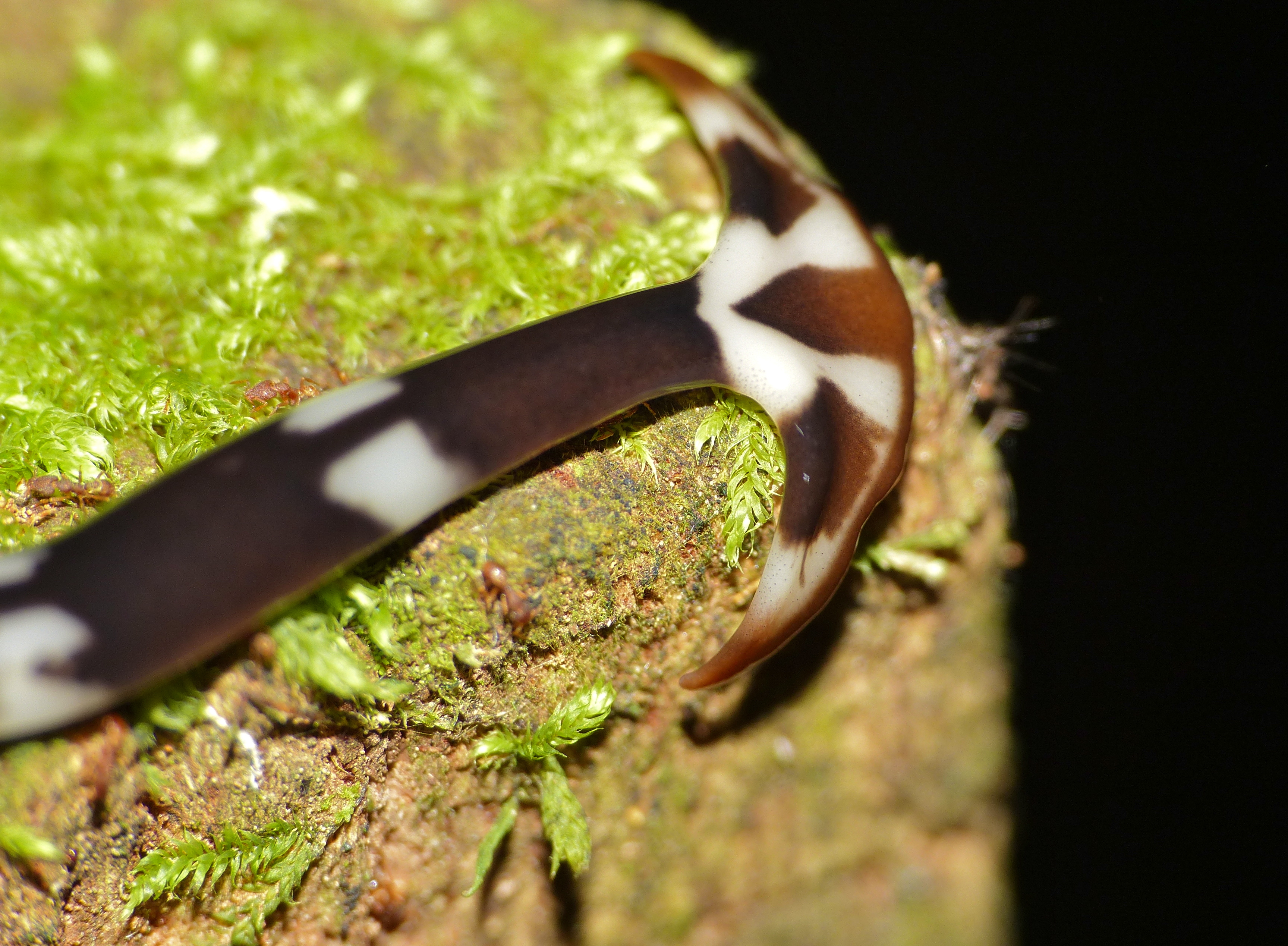
Detall del cap d'un bipalí.

La subfamília dels bipalins es caracteritza per tenir un cap en forma de mitja lluna amb forats sensorials perifèrics, que els dona el nom comú de "cucs cap de martell" (hammerhead worms en anglès). Els ulls són nombrosos, petits i marginals. El cos és allargat i aplanat. La sola reptant comença a la base de la placa cefàlica.

## Classificació
Durant més de 80 anys, es va considerar que la família dels bipalins contenia un únic gènere, Bipalium. Tanmateix, aquest gènere no era homogeni i l'any 1998 es va establir un segon gènere, Novibipalium. L'any 2001 es va diferenciar un tercer gènere, Humbertium. Finalment, l'any 2002 es va establir un gènere col·lectiu o "calaix de sastre" en el que classificar tots aquells espècimens que no s'han pogut descriure basant-se en la morfologia interna, els Diversibipalium.